# 哈罗德·伯尔曼
哈罗德·约瑟夫·伯尔曼（英語：Harold Joseph Berman，1918年2月13日—2007年11月13日），美国法律学者，比较法、国际法和苏联/俄罗斯法以及法律史、法哲学以及法律与宗教交叉方面的专家。他在哈佛法学院和埃默里大学法学院担任法学教授六十多年，并在被任命为埃默里大学第一位罗伯特·W·伍德拉夫法学教授之前，曾担任哈佛大学詹姆斯·巴尔·艾姆斯法学教授。他被称为“美国法律教育最伟大的博学者之一”。

## 作品
- 《法律与宗教》